# Trichomasthus bavarici
Trichomasthus bavarici är en stekelart som beskrevs av Hoffer 1965. Trichomasthus bavarici ingår i släktet Trichomasthus och familjen sköldlussteklar.
Artens utbredningsområde är Tjeckien. Inga underarter finns listade i Catalogue of Life.